# Veszprém Aréna
La Veszprém Aréna è un palazzetto dello sport situato a Veszprém, in Ungheria.
Ospita gli incontri casalinghi della locale squadra di pallamano, il KC Veszprém, già vincitore di più scudetti ed attualmente militante nella massima serie ungherese.
Il palasport aprì ufficialmente i battenti nel 2008.
La sua proprietà appartiene al comune di Veszprém.